# Haraiya
Haraiya (nep. रामनगर) – gaun wikas samiti w środkowej części Nepalu w strefie Narajani w dystrykcie Bara. Według nepalskiego spisu powszechnego z 2001 roku liczył on 1352 gospodarstw domowych i 7763 mieszkańców (3853 kobiet i 3910 mężczyzn).